# Brice Cognard
Pour les articles homonymes, voir Cognard.
Brice Cognard, né le 26 avril 1990 à Paris, est un footballeur français, international guadeloupéen, qui joue au poste de gardien de but à La Berrichonne de Châteauroux.

## Biographie

### En club
Brice Cognard commence le football en 1996, après avoir regardé le championnat d'Europe au cours duquel il est marqué par les performances de Bernard Lama dans les cages de l'équipe de France. De ses six à ses douze ans, il joue au Saint-Brice FC dans le Val-d'Oise, et intègre la sélection du département. Cognard joue ensuite à l'AS Sarcelles et l'Entente Sannois Saint-Gratien, et rejoint en 2006 le Racing Club de France, où il intègre le groupe de l'équipe première en CFA.
La relégation du club en CFA 2 à l'été 2010 le pousse vers la sortie. Il décide alors de faire son retour au Saint-Brice FC, où il a commencé le football, avec qui il obtient deux montées consécutives de la Promotion d'Honneur en Division Supérieure Nationale. 
En 2014, Cognard rallie l'AS Poissy avec qui il est le numéro deux en CFA 2. Après la promotion du club en CFA, il décide d'aller chercher du temps de jeu à l'AS Saint-Ouen-l'Aumône en CFA 2, et devient pour la première fois titulaire à ce niveau. 
En octobre 2017, il fait son retour à l'AS Poissy où il est titulaire durant trois saisons en National 2, disputant 73 matchs. 
En 2020, il quitte l'Île-de-France pour rejoindre la Normandie et l'US Avranches en National, où il doit pallier l'absence d'Anthony Beuve, gardien historique du club, blessé à l'épaule. Cognard dispute notamment 27 rencontres de National lors de sa première saison à l'issue de laquelle le club obtient son maintien. Après le retour de blessure d'Anthony Beuve, il redevient le numéro deux du club. 
En 2023, il rejoint la Berrichonne de Châteauroux avec qui il signe son premier contrat professionnel à l'âge de trente-trois ans. 

### En sélection
En 2015, après avoir obtenu ne licence STAPS obtenue à l'université Paris-Nanterre, il est appelé en équipe de France universitaire mais ne participe pas à l'Universiade d'été 2015 organisée en Corée du Sud. Après avoir rejoint l'Université Paris 13 à Villetaneuse pour y réaliser une licence LLCE, il remporte le championnat de France universitaire en 2017 sous les ordres de Bruno Naidon, qui est aussi le sélectionneur de l'équipe de France universitaire. Il est alors convoqué pour disputer l'Universiade d'été de 2017 à Taipei, où il remporte la médaille d'argent après avoir notamment remporté deux séances de tirs au but face à l'Argentine puis l'Uruguay au cours desquelles il transforme le cinquième penalty,,.
Brice Cognard est d'origine guadeloupéenne par sa mère, il est convoqué pour la première fois en équipe de Guadeloupe en 2022. Il dispute son premier match international le 10 juin 2022 contre la Barbade en Ligue des nations de la CONCACAF. Il dispute la Gold Cup 2023 mais ne dispute pas de rencontre au cours de la compétition où la Guadeloupe ne parvient pas à s'extraire de la phase de groupes.
En juin 2025, il est convoqué pour disputer la Gold Cup 2025.